# ポーランド広報文化センター
座標: 北緯35度38分21.9秒 東経139度42分31秒 / 北緯35.639417度 東経139.70861度

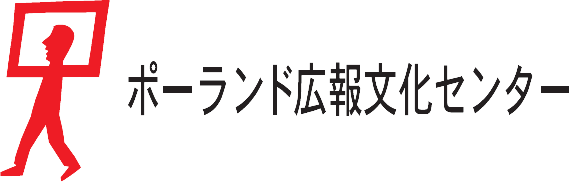
ポーランド広報文化センター

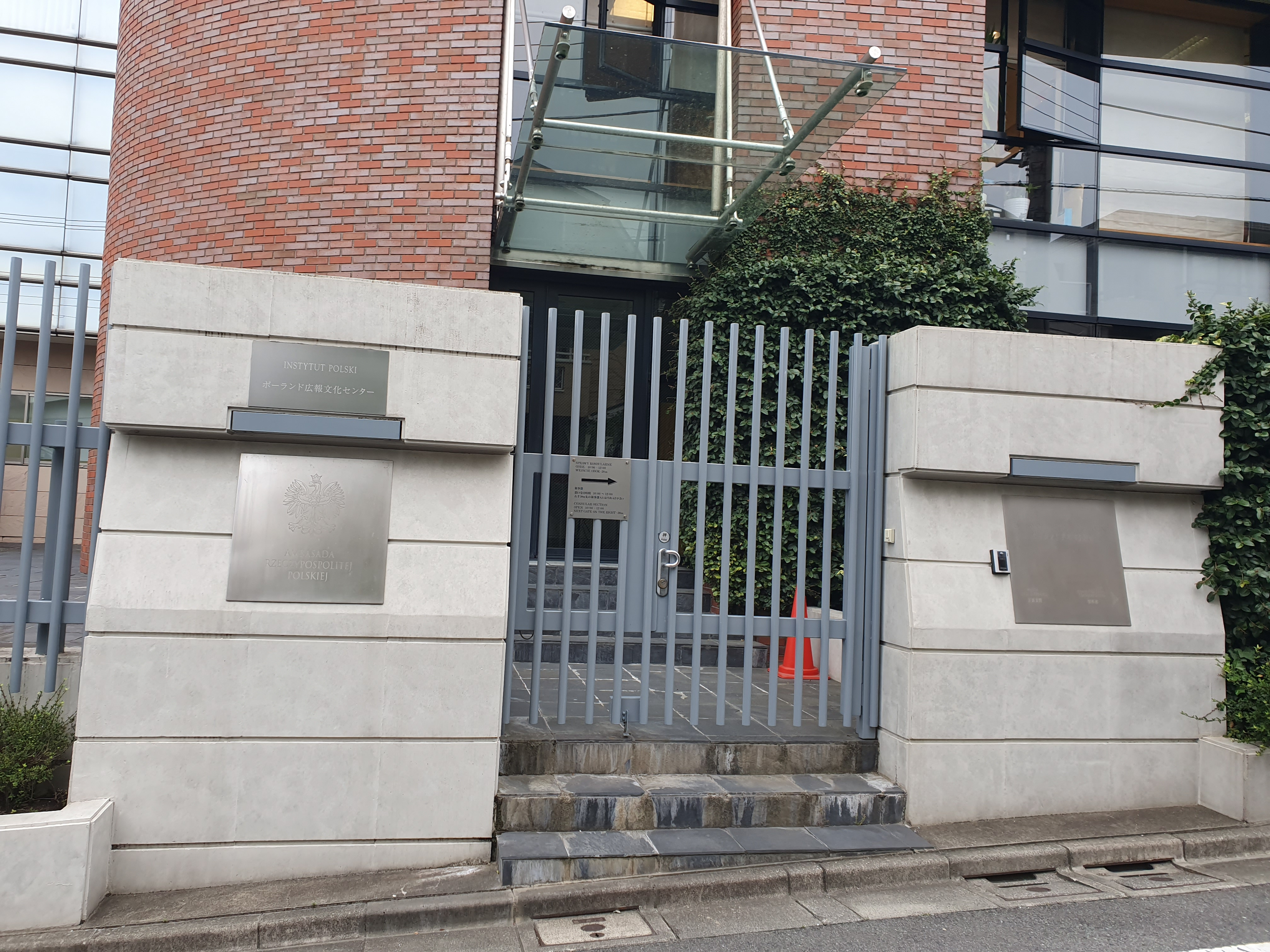
ポーランド広報文化センター

ポーランド広報文化センター（ポーランドこうほうぶんかセンター、ポーランド語: Instytut Polski w Tokio、英語: Polish Cultural Institute in Tokyo）は、2011年11月17日に東京に開設されたポーランド共和国外務省が所管する政府機関。日本におけるポーランドの国家イメージの確立と認知度の向上をその使命としている。

## 概略
2011年11月17日、東アジアでは初めて、世界では22番目のポーランド広報文化センターとして東京に開設された。日本におけるポーランドの国家イメージの確立と認知度の向上をその使命として、日本のマスメディア、大学、学校、NGO・NPO団体をはじめとする諸機関と連携、協力することにより、ポーランドの最新事情、文化、歴史などに関する正確な情報の提供および普及活動を行っている。日本においては特にポーランドのイメージが文化の側面から強く形成されていることから、ポーランド広報文化センターはポーランド音楽・映画・演劇・文学・現代美術・ポスターその他の作品を紹介する企画の立案・開催・支援を活動の主軸に置いている。また、ポーランド語の普及や文学・歴史・音楽に関する資料の翻訳・出版事業の支援にも注力している。

## 所長
1. ミロスワフ・ウーチュコ（Mirosław Łuczko、2011～2014年）[3]
2. ミロスワフ・ブワシチャック（Mirosław Błaszczak、2014～2018年）[4]
3. マリア・ジュラフスカ（Maria Żurawska、2018～2021年）[5]
4. ウルシュラ・オスミツカ（Urszula Osmycka、2021年～）[6]